# San Francisco la Unión
San Francisco la Unión è un comune del Guatemala facente parte del Dipartimento di Quetzaltenango.
L'abitato venne fondato nel XIX secolo da alcune famiglie di coloni provenienti da San Francisco el Alto, mentre l'istituzione del comune è del 19 maggio 1880.